# Concours Eurovision de la chanson junior 2003
 (janvier 2019).
Si vous disposez d'ouvrages ou d'articles de référence ou si vous connaissez des sites web de qualité traitant du thème abordé ici, merci de compléter l'article en donnant les références utiles à sa vérifiabilité et en les liant à la section « Notes et références ».
- Pays participants

Lillehammer 2004
Le Concours Eurovision de la chanson junior 2003 est le premier concours de l'Eurovision autorisant des enfants de huit à treize ans à représenter leurs pays. Ce premier concours fut accueilli par le Danemark, à Copenhague, et se déroula le 15 novembre 2003. Camilla Ottesen et Remee en sont les premiers présentateurs. 
Le concours est remporté par la Croatie, grâce au chanteur Dino Jelušić, âgé de onze ans, avec la chanson Ti si moja prva ljubav (litt. « Tu es mon premier amour »). Les deuxième et troisième places sont respectivement occupées par l'Espagne et le Royaume-Uni.
Le concours est diffusé dans le format TV 16:9. Un DVD du Concours Eurovision de la chanson est aussi réalisé à cette occasion. Il est décidé, contrairement à l'autre concours, que le pays gagnant ne serait pas obligé d'accueillir le concours l'année suivante, afin de ne pas instaurer une pression sur les différents concurrents.

## Pays participants
16 pays firent leurs débuts lors de cette première édition du Concours Eurovision de la chanson junior. Dans un communiqué de presse traitant du concours, il fut rapporté qu'un tirage au sort était organisé afin de déterminer les 15 pays pouvant participer à ce premier concours. Deux télé-diffuseurs, slovaque Slovenská televízia (STV) et allemand (ARD), furent tirés au sort pour participer avec 13 autres pays à ce concours. Ces pays furent remplacés par trois pays qui firent ainsi leurs débuts aux dépens de la Slovaquie et l'Allemagne : La Pologne, Chypre et la Biélorussie. La Finlande avait initialement prévu de faire ses débuts, mais préféra diffuser le concours au lieu de participer.
Le tirage au sort pour l'ordre de passage des différents pays fut organisé le 6 octobre 2003. Il fut décidé que la Grèce ouvrant le concours, et les Pays-Bas le fermant.
Les droits de diffusions du concours furent acquis par les télé-diffuseurs finlandais (YLE), serbe-monténégrin (RTS/RTCG), estonien (ETV), allemand (KIKA) et australien (SBS).

## Résultats
| Ordre | Pays        | Artiste              | Chanson                               | Langue      | Place | Points |
| ----- | ----------- | -------------------- | ------------------------------------- | ----------- | ----- | ------ |
| 01    | Grèce       | Nicolas Ganopoulos   | Fili gia panta (Φίλοι για πάντα)      | Grec        | 8     | 53     |
| 02    | Croatie     | Dino Jelusić         | Ti si moja prva ljubav                | Croate      | 1     | 134    |
| 03    | Chypre      | Theodora Rafti       | Mia efhi (Μια ευχή)                   | Grec        | 14    | 16     |
| 04    | Biélorussie | Volha Satsiuk        | Tantsui (Танцуй)                      | Biélorusse  | 4     | 103    |
| 05    | Lettonie    | Dzintars Čīča        | Tu esi vasarā                         | Letton      | 9     | 37     |
| 06    | Macédoine   | Marija and Viktorija | Ti ne me poznavaš (Ти не ме познаваш) | Macédonien  | 12    | 19     |
| 07    | Pologne     | Kasia Żurawik        | Coś mnie nosi                         | Polonais    | 16    | 3      |
| 08    | Norvège     | 2U                   | Sinnsykt gal forelsket                | Norvégien   | 13    | 18     |
| 09    | Espagne     | Sergio               | Desde el cielo                        | Espagnol    | 2     | 125    |
| 10    | Roumanie    | Bubu                 | Tobele sunt viaţa mea                 | Roumain     | 10    | 35     |
| 11    | Belgique    | X!NK                 | De vriendschapsband                   | Néerlandais | 6     | 83     |
| 12    | Royaume-Uni | Tom Morley           | My Song For The World                 | Anglais     | 3     | 118    |
| 13    | Danemark H  | Anne Gadegaard       | Arabiens drøm                         | Danois      | 5     | 93     |
| 14    | Suède       | The Honeypies        | Stoppa mig                            | Suédois     | 15    | 12     |
| 15    | Malte       | Sarah Harrison       | Like a Star                           | Anglais     | 7     | 56     |
| 16    | Pays-Bas    | Roel                 | Mijn ogen zeggen alles                | Néerlandais | 11    | 23     |

### Tableau des votes
|             | Points attribués    | Points attribués      | Points attribués  | Points attribués          | Points attribués       | Points attribués        | Points attribués      | Points attribués      | Points attribués     | Points attribués       | Points attribués       | Points attribués       | Points attribués    | Points attribués    | Points attribués | Points attribués     | Points attribués |
| Pays        | Drapeau de la Grèce | Drapeau de la Croatie | Drapeau de Chypre | Drapeau de la Biélorussie | Drapeau de la Lettonie | Drapeau de la Macédoine | Drapeau de la Pologne | Drapeau de la Norvège | Drapeau de l'Espagne | Drapeau de la Roumanie | Drapeau de la Belgique | Drapeau du Royaume-Uni | Drapeau du Danemark | Drapeau de la Suède | Drapeau de Malte | Drapeau des Pays-Bas | Total            |
| ----------- | ------------------- | --------------------- | ----------------- | ------------------------- | ---------------------- | ----------------------- | --------------------- | --------------------- | -------------------- | ---------------------- | ---------------------- | ---------------------- | ------------------- | ------------------- | ---------------- | -------------------- | ---------------- |
| Grèce       |                     | 7                     | 12                | 1                         | 5                      | 1                       | 1                     | 7                     | -                    | 5                      | 2                      | 7                      | 1                   | 3                   | -                | 1                    | 53               |
| Croatie     | 10                  |                       | 8                 | 10                        | 8                      | 12                      | 10                    | 12                    | 2                    | 12                     | 8                      | 8                      | 8                   | 8                   | 8                | 10                   | 134              |
| Chypre      | 12                  | -                     |                   | -                         | -                      | -                       | -                     | 1                     | -                    | -                      | -                      | 3                      | -                   | -                   | -                | -                    | 16               |
| Biélorussie | 5                   | 12                    | 6                 |                           | 10                     | 10                      | 12                    | 10                    | 1                    | 7                      | 5                      | 5                      | 4                   | 7                   | 6                | 3                    | 103              |
| Lettonie    | -                   | 5                     | -                 | 8                         |                        | 4                       | 3                     | 3                     | -                    | 1                      | 3                      | 1                      | -                   | -                   | 3                | 6                    | 37               |
| Macédoine   | -                   | 10                    | -                 | 2                         | -                      |                         | -                     | -                     | -                    | -                      | -                      | -                      | -                   | 1                   | 2                | 4                    | 19               |
| Pologne     | -                   | -                     | -                 | 3                         | -                      | -                       |                       | -                     | -                    | -                      | -                      | -                      | -                   | -                   | -                | -                    | 3                |
| Norvège     | -                   | 1                     | -                 | -                         | 3                      | 2                       | -                     |                       | 5                    | -                      | -                      | -                      | 3                   | 4                   | -                | -                    | 18               |
| Espagne     | 8                   | 8                     | 10                | 6                         | 12                     | 8                       | 8                     | 6                     |                      | 8                      | 10                     | 12                     | 6                   | 6                   | 10               | 7                    | 125              |
| Roumanie    | 4                   | -                     | 5                 | -                         | 2                      | 5                       | 2                     | -                     | 6                    |                        | 6                      | -                      | -                   | -                   | 5                | -                    | 35               |
| Belgique    | 3                   | 6                     | 2                 | 7                         | 4                      | 6                       | 6                     | 4                     | 8                    | 3                      |                        | 6                      | 7                   | 5                   | 4                | 12                   | 83               |
| Royaume-Uni | 7                   | 4                     | 7                 | 12                        | 7                      | 3                       | 7                     | 5                     | 10                   | 10                     | 4                      |                        | 12                  | 10                  | 12               | 8                    | 118              |
| Danemark    | 6                   | 2                     | 4                 | 5                         | 6                      | 7                       | 5                     | 8                     | 12                   | 6                      | 7                      | 4                      |                     | 12                  | 7                | 2                    | 93               |
| Suède       | -                   | -                     | 1                 | -                         | -                      | -                       | -                     | 2                     | 3                    | -                      | -                      | -                      | 5                   |                     | 1                | -                    | 12               |
| Malte       | 2                   | 3                     | 3                 | 4                         | 1                      | -                       | 4                     | -                     | 7                    | 4                      | 1                      | 10                     | 10                  | 2                   |                  | 5                    | 56               |
| Pays-Bas    | 1                   | -                     | -                 | -                         | -                      | -                       | -                     | -                     | 4                    | 2                      | 12                     | 2                      | 2                   | -                   | -                |                      | 23               |

### Allocation des «12 points»
12 est le maximum de points que peut recevoir chaque pays, ils ont été attribués de cette manière :
| Nombre | Récipiendaire | Votant(s)                    |
| ------ | ------------- | ---------------------------- |
| 3      | Croatie       | Macédoine, Norvège, Roumanie |
| 3      | Royaume-Uni   | Biélorussie, Danemark, Malte |
| 2      | Biélorussie   | Croatie, Pologne             |
| 2      | Danemark      | Espagne, Suède               |
| 2      | Espagne       | Lettonie, Royaume-Uni        |
| 1      | Belgique      | Pays-Bas                     |
| 1      | Chypre        | Grèce                        |
| 1      | Grèce         | Chypre                       |
| 1      | Pays-Bas      | Belgique                     |